# George McJunkin

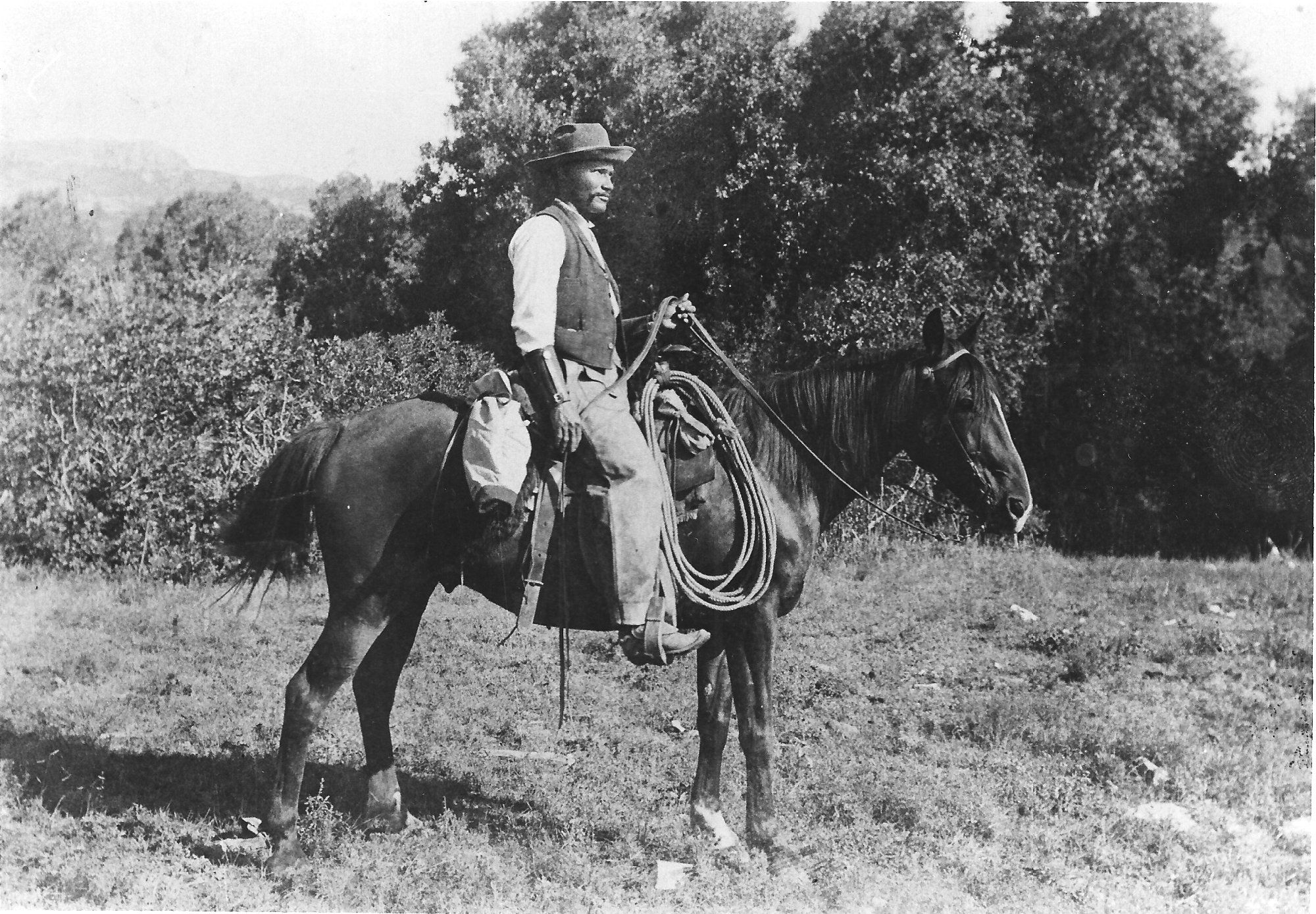
McJunkin, hacia 1907.

George McJunkin (1851-1922) fue un vaquero afroamericano de Nuevo México que descubrió el yacimiento arqueológico de Folsom en 1908.
Nacido de padres esclavos en Midway (Texas), McJunkin tenía unos 14 años cuando terminó la Guerra de Secesión. Una vez liberado gracias al triunfo de la Unión trabajó como pastor de bueyes y desembarcando el flete de cargueros, siendo supuestamente durante el primer oficio donde aprendió a leer gracias a la ayuda de sus compañeros cowboys. Pronto aprendió también a escribir, hablar español, tocar el violín y la guitarra, para posteriormente convertirse en un arqueólogo e historiador aficionado. En 1868 se mudó a Nuevo México, y aceptó el puesto de capataz en el Thomas Owens Pitchford Ranch. Más adelante, McJunkin se dedicaría a la caza del bisonte americano y periódicamente a labores en distintos ranchos de Colorado, Nuevo México y Texas. Por entonces también supuestamente fue conocido por ser un jinete experto de caballos sin domar y uno de los mejores lanzadores de lazo de los Estados Unidos. Sin embargo, la importancia histórica de McJunkin radica en su hallazgo del yacimiento de Folsom: un día, mientras estaba cercando el rancho y montando el perímetro del rancho en que trabajaba, dio cuenta de un pequeño cañón. Cuando se introdujo en su interior, encontró los restos de un enorme bisonte prehistórico, hoy depositados en el Instituto Smithsoniano. Entre las costillas del animal se encontró un tipo distintivo de herramientas de piedra trabajada por humanos que actualmente llamamos punta de Folsom. McJunkin rápidamente comprendió el significado de lo que allí había y se marchó sin alterarlo para avisar a los arqueólogos. Como era conocido que el tipo de bisón gigante que descubrió McJunkin se había extinguido a finales de la última glaciación, se pudo establecer por primera vez la antigüedad del poblamiento de América.
Cuando falleció en 1922, George McJunkin fue enterrado en el cementerio de Folsom.